# 歐洲史太林主義和納粹主義受害人紀念日
黑絲帶日，亦稱為極權主義和專制政權受害者紀念日（在一些國家稱為國際黑絲帶日或其他名稱），訂於每年8月23日，是歐洲議會於2008/2009年度定為「全歐洲紀念極權和威權政權下的受害人之日，須以尊嚴和公正紀念之」。從2009年起，歐洲聯盟的機構每年都紀念此日。由歐洲人民黨、歐洲自由民主聯盟、歐洲綠黨－歐洲自由聯盟、歐洲各國聯盟共同於2009年支持的歐洲議會決議案，提議在全歐洲紀念此日。歐洲安全合作組織大會的2009年維爾紐斯宣言也支持將8月23日定為紀念獨裁政權下受害人的國際紀念日。
之所以選擇於8月23日作為紀念日，是因為1939年的這一日，蘇聯和納粹德國簽署《蘇德互不侵犯條約》，協議瓜分東歐──2010年歐洲議會議長耶日·布澤克认為「人類史上兩種最惡劣極權主義的勾結 」。紀念日的起源，是從被蘇聯佔據的國家逃至加拿大的難民，1980年代在西方城市示威抗議蘇聯罪行和佔領，後來形成「波羅的海之路」，最終使波羅的海三國在1989年系列革命中重獲独立。
欧洲议会认为設立此紀念日是為了保存被大規模驅逐和滅絕的受害人的記憶，同時宣揚民主價值，以鞏固歐洲的和平穩定。对此纪念日的设定也遭到部分国家反对，将斯大林主义与纳粹主义画上等号亦受质疑。俄总统梅德韦杰夫表示将俄罗斯和纳粹德国对二战爆发负有同等责任是谎言。 俄国家杜马第一副议长莫罗佐夫说：“对于纳粹主义已经有共同的观点和国际公认的法理解释；斯大林主义和纳粹主义是完全不同的问题。”
加拿大官方承認8月23日為“黑絲帶日”。

## 歷史背景
以8月23日作為「黑絲帶日」紀念日，源於由被蘇聯佔據的國家逃到西方國家的難民於1980年代發起遊行，為了引起公眾正視蘇聯犯罪和剝削人權、抗議希特勒在德蘇互不侵犯條約支持斯大林侵略東歐諸國，也抗議溫斯頓·丘吉爾和富蘭克林·D·羅斯福在雅爾塔會議對史太林的侵略坐視不理，導致東歐被蘇聯及其扶植的極權政權統治數十年。1986年8月23日，加拿大的中歐和東歐社群發起黑絲帶日遊行，在紐約、渥太華、倫敦、斯德哥爾摩、西雅圖、洛杉磯、珀斯等21個西方城市舉行。
1987年，黑絲帶日遊行傳播至波羅的海三國，並於1989年發展成「波羅的海之路」，約200萬人手牽手組成人鏈抗議蘇聯佔據，是1989年系列革命中的重大事件。

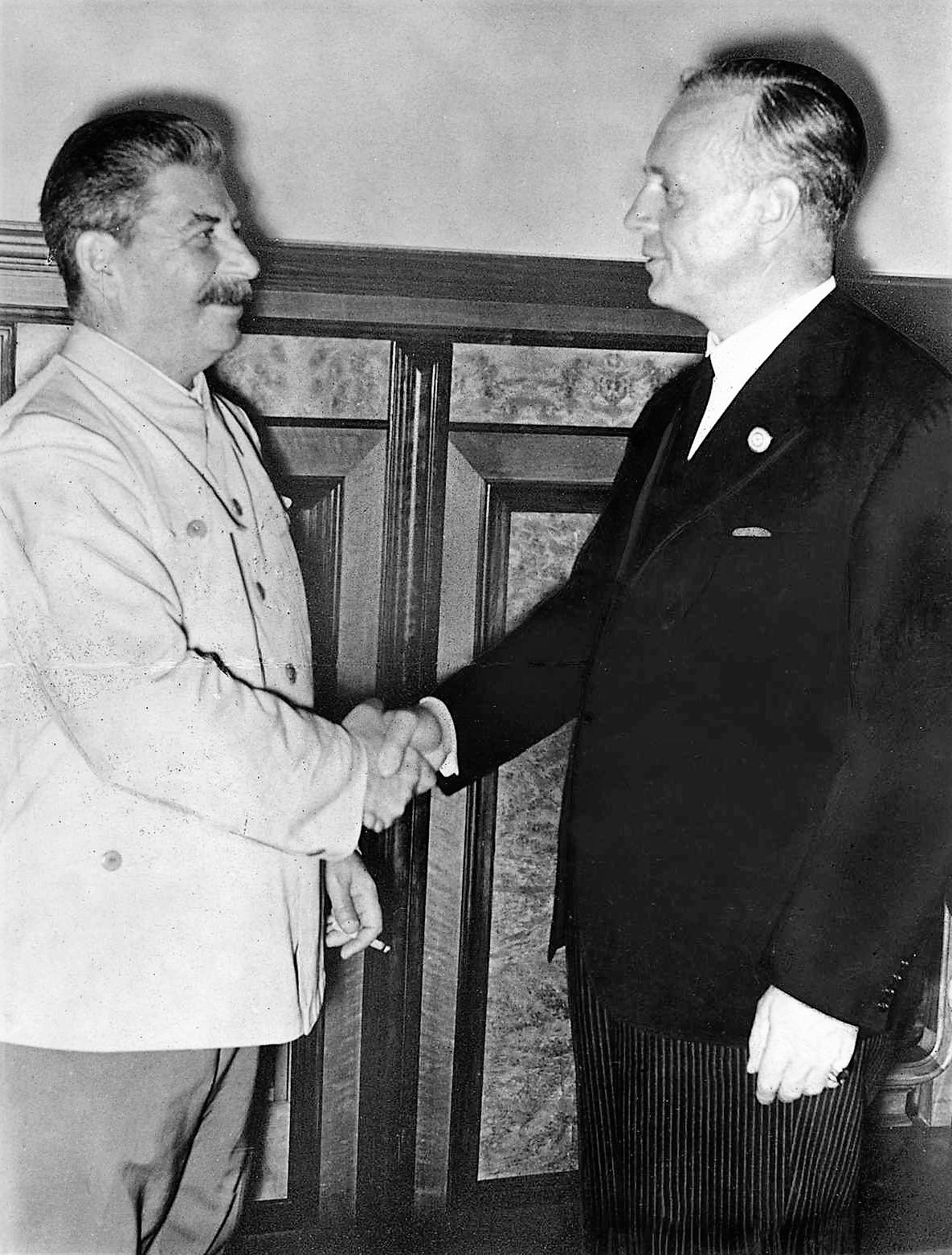
苏共中央总书记斯大林、蘇聯外交部长莫洛托夫和德國外交部長約阿希姆·馮·里賓特洛甫簽署互不侵犯條約，以两国确保互不侵犯，協議还确认两国在东欧的利益范围。
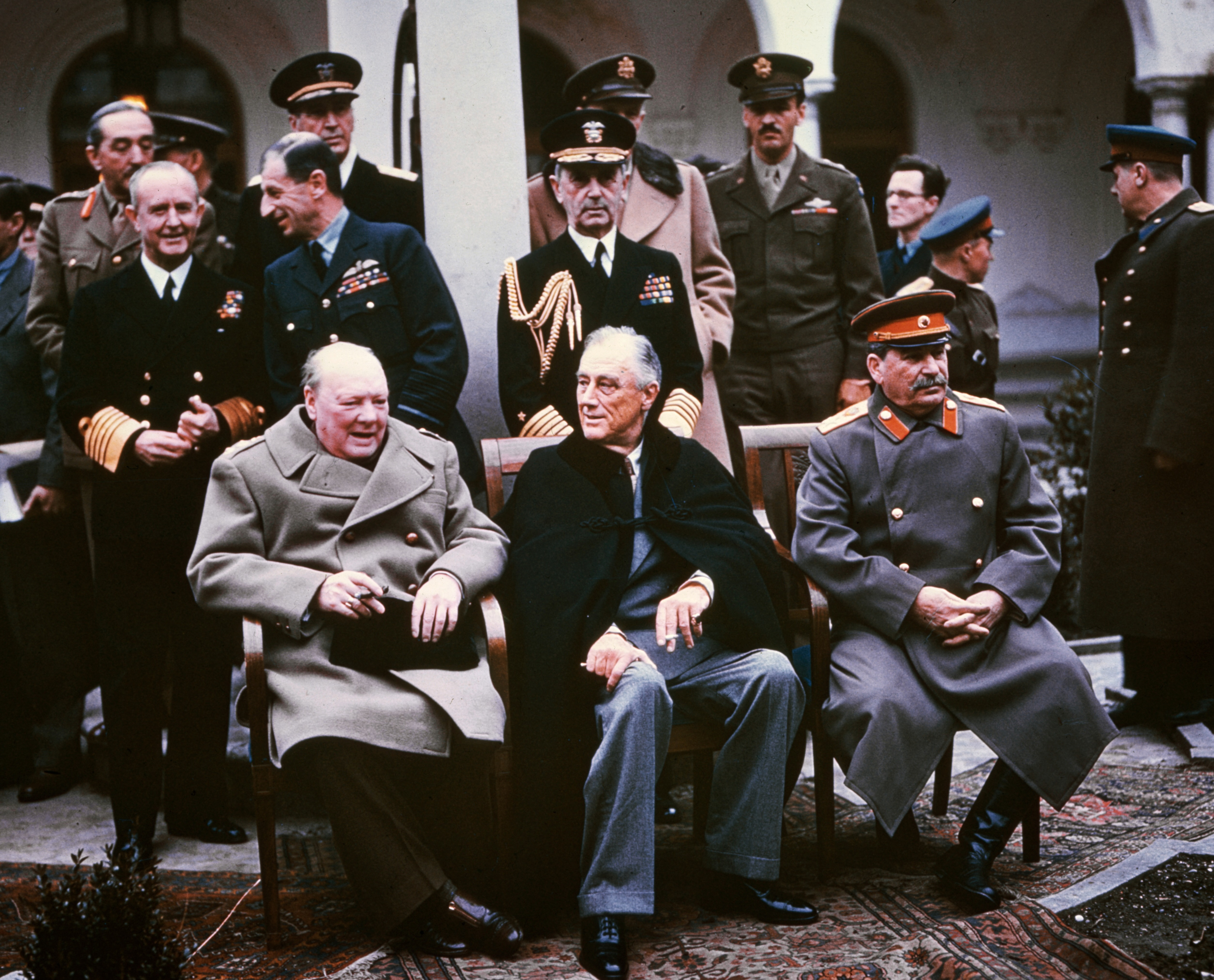
1945年雅尔塔会议上，温斯顿·丘吉尔、富兰克林·D·罗斯福和约瑟夫·斯大林合影留念，当次会议确立了雅尔塔体系，为铁幕的拉下埋下基础。
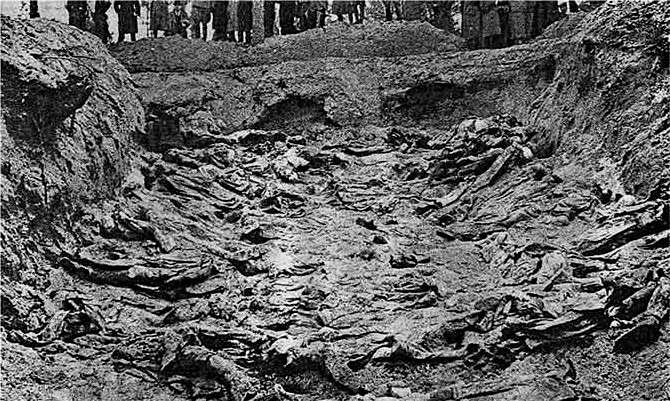
1943年卡廷大屠殺中被苏联杀害的波兰人的万人坑。

## 歐洲議會訂為紀念日、歐安組織支持
2008年4月，歐洲聯盟理事會主席國斯洛文尼亞和歐洲聯盟委員會舉辦歐洲極權政權所犯罪行公聽會，旨在教育公眾，使公眾提高對極權政權罪行的警覺。
2008年6月3日，由捷克政府發起，瓦茨拉夫·哈維爾等人簽署的《布拉格宣言》，提議8月23日訂為正式紀念日，國際組織和一些國家於同年響應。《布拉格宣言》總結了2008年6月2至3日在捷克參議院舉行的歐洲良心與共產主義會議。
2008年8月23日，409名歐洲議會議員簽署宣言，將8月23日訂為歐洲史太林主義和納粹主義受害人紀念日。宣言指出：「史太林主義和納粹主義在侵略範疇所犯的大規模驅逐、謀殺、盜竊統治和奴役，屬於戰爭罪行和反人道罪行。在國際法下，法定時效不應用於戰爭罪行和反人道罪行。」
2009年4月2日，歐洲議會關於歐洲良心與極權主義的決議案，呼籲其成員國和其他歐洲國家制訂歐洲史太林主義和納粹主義受害人紀念日，決議案獲533對44票通過，另有33票棄權。
2009年7月3日，歐洲安全和合作組織（歐安組織）採納維爾紐斯宣言，支持將8月23日訂為國際極權主義紀念日，促請其成員國提高對極權政權罪行的警覺。
繼歐洲議會制訂歐洲史太林主義和納粹主義受害人紀念日，歐洲議會議長漢斯-格特·珀特林在2009年感謝立陶宛、拉脫維亞和愛沙尼亞三國政府，因為他們努力使西歐認識蘇聯極權主義。珀特林引述漢娜·鄂蘭的《極權主義的起源》，總括「兩種極權制度──史太林主義和納粹主義──是很類似和惡劣的」。
歐洲人民黨主席約瑟夫·道爾指出：「2009年是深具意義的一年，因我們同時慶祝北約組織創立和冷戰開始60週年，以及柏林圍牆倒下和冷戰結束20週年。因此我們建議設立全歐洲紀念日，使歐洲從其極權──包括納粹黨和共產黨──的後遺中復元。」
2011年6月10日，由所有歐盟成員國的司法和內政部門首長組成的歐盟法律和內政事務司，指出「提高公眾對極權政權犯下罪行的警覺的重要性，以及促進歐洲聯盟內此等罪行的共同記憶的重要性，並指出此舉對於防止極權思想復甦和再生的重要性」，並邀請成員國考慮怎樣在8月23日紀念極權政權受害人。
2011年8月23日，歐盟理事會主席國波蘭舉辦會議，引述6月10日結束的法律和內政事務司和歐盟的斯德哥爾摩計劃，斯德哥爾摩計劃強調「紀念共同歷史對於認識當代歐洲是必須的」。歐洲官員採納《華沙關於歐洲紀念極權政權受害人紀念日宣言》，申明極權政權受害人的痛苦不會被遺忘。宣言指出「不論是哪個種類和思想形態，極權政權在歐洲的罪行都必須認識和譴責」。司法部長克日什托夫·克維亞特科夫斯基表示，「《華沙宣言》是所有歐盟成員國一致同意，我們需竭盡所能，防範極權主義在歐洲大家庭內的所有國家中復甦。」歐盟司法專員維維亞娜·雷丁指出：
|  | 極權政權否認人性尊嚴，侵犯以民主和法治所建成的社會的基本權利。我們對於這些罪行的受害人和其家人，必須表達同情、理解和認同他們所承受的痛苦。極權政權下的每位受害人都有相同的人性尊嚴，應得到我們所有人的公義、紀念和認同。 |

## 歐盟內紀念活動

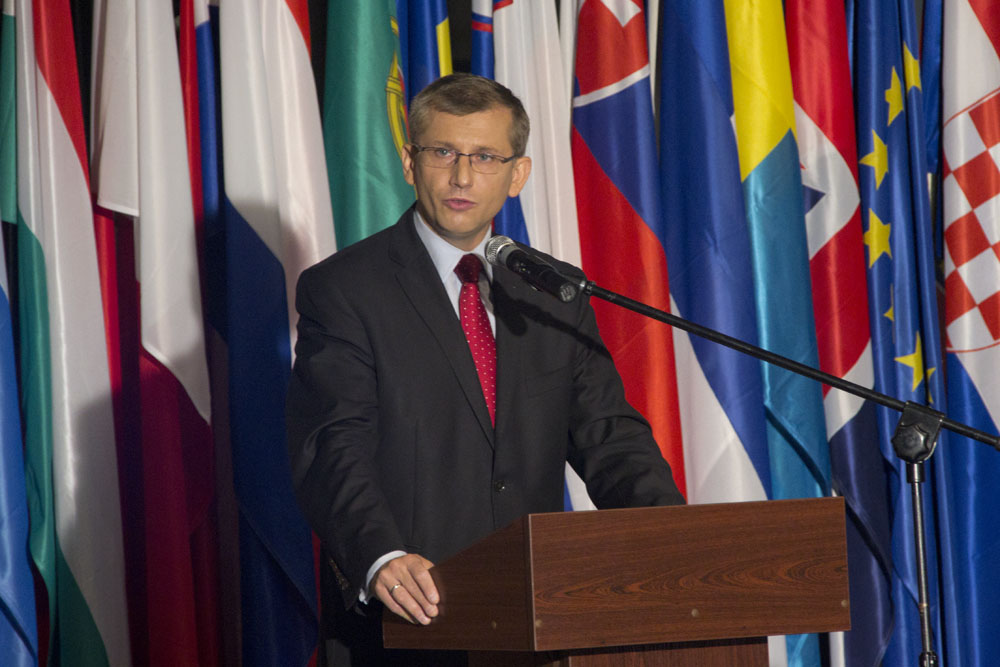
2011年，波蘭司法部長克日什托夫·克維亞特科夫斯基出席該國首次舉辦紀念日活動

自2009年起，歐洲聯盟組織正式紀念8月23日。一些國家立法訂立紀念日，有時採用稍微不同的名稱。

### 瑞典
瑞典自2008年開始訂立歐洲共產主義和納粹主義受害人紀念日，政府官員包括首相弗雷德里克·賴因費爾特均有參與。

### 愛沙尼亞
2009年8月18日，愛沙尼亞議會修訂法律，採納8月23日為史太林主義和納粹主義受害人紀念日。

### 拉脫維亞
2009年7月17日，拉脫維亞議會採納8月23日為史太林主義和納粹主義受害人紀念日。

### 立陶宛
立陶宛於2009年將8月23日「黑絲帶日」重新命名為「歐洲史太林主義和納粹主義受害人紀念日，暨波羅的海之路日」。在這日和其他哀悼日，在所有公營大樓外展示的立陶宛國旗都以黑絲帶修飾。

### 保加利亞
2009年11月19日，保加利亞議會正式宣告8月23日為「斯大林主义和其他極權政權受害人紀念日」，於2010年首次舉行紀念活動。

### 克羅地亞
2011年，克羅地亞政府提議採納8月23日「歐洲所有極權和威權政權受害人紀念日」。政府提出緊急議會程序，指出此紀念日是效法歐洲將8月23日訂為紀念日。2011年8月23日，克羅地亞首次紀念歐洲史太林主義和納粹主義受害人紀念日。亞德蘭卡·科索爾總理強調：「我們必須平等紀念所有受害人。」

### 波蘭
2011年，波蘭擔任歐盟理事會主席國期間，首次紀念歐洲所有極權和威權政權受害人紀念日。

### 匈牙利
2011年，匈牙利政府首次紀念歐洲史太林主義和納粹主義受害人紀念日。政府發言人表示：「在西歐成長的年輕人須學習，何謂共產主義受害人」，並指出「國家和國際社會主義……都牽涉同等破壞，基本特徵就是非人道。」

### 斯洛文尼亞
2012年8月8日，斯洛文尼亞政府通過宣告8月23日為歐洲所有極權和威權政權受害人紀念日。

## 歐盟以外的黑絲帶日

### 加拿大
2009年，加拿大眾議院一致通過制訂8月23日為黑絲帶日，作為加拿大紀念史太林主義和納粹主義受害人的全國紀念日。

### 格魯吉亞
2010年7月21日，格魯吉亞議會一致通過將2月25日訂為蘇聯佔領日，8月23日為極權政權受害人紀念日。

## 其他組織紀念
2011年8月8日，克里米亞韃靼人議會通過歐洲史太林主義和納粹主義受害人紀念日，並指出「克里米亞韃靼人……承受蘇聯共產政權在20世紀所犯的種族滅絕罪行。」

## 反对意见
2009年8月30日，俄总统梅德韦杰夫在接受俄罗斯电视频道采访时表示：“一些国家称俄罗斯和纳粹德国对二战爆发负有同等责任，这是不负责任的、赤裸裸的谎言！”他说，无人可以质疑“谁发动了战争？谁杀害了人民？谁拯救了数以百万人的生命？谁最终挽救了欧洲”这一系列问题。 俄国家杜马第一副议长莫罗佐夫指出，欧安组织的决议事实上是要将斯大林主义与纳粹主义画上等号，而这种企图是决不能被允许的。莫罗佐夫说：“对于纳粹主义已经有共同的观点和国际公认的法理解释；对于第二次世界大战也进行过严谨的、合乎法理的总结，这不是任何人可以随便怀疑的。实际上，斯大林主义和纳粹主义是完全不同的问题。斯大林主义是斯大林一手建立起来的制度，也是他的遗产。斯大林主义确实是值得关注的问题之一，但是从根本上说，它跟纳粹主义不是一回事。”